# Havasi sarlósfecske
A havasi sarlósfecske (Tachymarptis melba vagy Apus melba) a madarak osztályának sarlósfecske-alakúak (Apodiformes) rendjébe és a sarlósfecskefélék (Apodidae) családjába tartozó faj.

## Rendszerezése
A fajt Carl von Linné svéd természettudós írta le 1758-ban, a Hirundo nembe Hirundo melba néven. Egyes szerzők sorolják az Apus nemhez Apus melba néven is.
A sarlósfecskék a nevüket szárnyaik alakjáról kapták, de valójában nem a fecskékkel, hanem sokkal inkább a kolibrikkel állnak rokonságban. Családjuk tudományos neve – Apodidae – lábatlant jelent, utalva kicsi, fejletlen lábaikra, amivel járni szinte képtelenek, legfeljebb kapaszkodásra alkalmas.

## Alfajai
- Tachymarptis melba africanus (Temminck, 1815)
- Tachymarptis melba archeri (Hartert, 1928)
- Tachymarptis melba bakeri (Hartert, 1928)
- Tachymarptis melba dorabtatai (Abdulali, 1965)
- Tachymarptis melba marjoriae (Bradfield, 1935)
- Tachymarptis melba maximus (Ogilvie-Grant, 1907)
- Tachymarptis melba melba (Linnaeus, 1758)
- Tachymarptis melba nubifugus (Koelz, 1954)
- Tachymarptis melba tuneti (Tschudi, 1904)
- Tachymarptis melba willsi (Hartert, 1896)[2]

## Előfordulása
Európa déli, Ázsia délnyugati részén és Indiában honos, telelni Afrika keleti és déli részére vonul. Mivel élete nagy részét a levegőben tölti, nincs kedvelt területe, elterjedését a hidegebb éghajlat határolja. Sziklafalak, meredek tengerparti sziklák és magas épületek közelében él.

### Kárpát-medencei előfordulása
Magyarországon korábban ritka kóborló madár volt, a 2020-as években megtelepedett fészkelő faj, négy alkalommal figyelték meg. Jóval nagyobb, mint a hasonló életmódú sarlósfecske.

## Megjelenése
Testhossza 20-22 centiméter, szárnyfesztávolsága 54-60 centiméter, testtömege 76-125 gramm. Tollazata barna, torka és hasa fehéres. Hegyes, hosszú sarló alakú szárnyai vannak.
|  |

## Életmódja
Kizárólag a levegőben előforduló ízeltlábúakkal (legyek, szúnyogok, hártyásszárnyúak, méhek, lepkék, bogarak, sáskák, szitakötők, pókok) táplálkozik. A leggyorsabban repülő madarak közé tartozik, nem a széllel repülnek, hanem saját erőből. Élete nagyban függ az időjárástól. A melegebb légáramlatok bőséget, a hideg nedves idő szükséget hoznak. Bizonyos mértékig képes a hibernációra, ilyenkor lecsökkenti életfunkcióit és tovább bírja élelem nélkül.

## Szaporodása
Sziklarepedésekben, általában telepesen, de magányosan is költ. Fészkét a levegőben repülő növényi anyagokból, tollakból, a nyála felhasználásával készíti. Fészekalja 2-3 tojásból áll, melyen 18-21 napig kotlik. A fiókák júliusban repülnek ki és szeptemberben már délre vonulnak.
|  |

## Természetvédelmi helyzete
Az elterjedési területe rendkívül nagy, egyedszáma nagy és stabil. A Természetvédelmi Világszövetség Vörös listáján nem fenyegetett fajként szerepel. Európában nem fenyegetett fajként van nyilvántartva, Magyarországon védett, természetvédelmi értéke 25 000 Ft.